# 许又新
许又新（1928年—2023年7月1日），湖南长沙人。北京大学第六医院（北京大学精神卫生研究所）主任医师，教授。中国心理卫生协会常务理事，中国心理卫生协会心理治疗和心理咨询专业委员会第二届和第三届主任委员。从事精神病学研究与临床治疗多年，特别是在神经症的研究和治疗方面尤为突出。

## 履历
- 1953年毕业于湖南湘雅医学院医学系

- 1953-1956年任住院医师

- 1956年晋升为主治医师、讲师

- 1983年晋升为副教授

- 1985年晋升为教授、研究员，任精神病学教授

## 荣誉
- 鉴于其对精神卫生各项工作所做的努力和贡献，1993年起享受政府特殊津贴。

- 2011年获得中国医师协会“辉瑞杯”第四届杰出精神科医师奖。[2]

## 论著
- 《神经症》

- 《精神病理学：精神症状的分析》

- 《心理治疗基础》

- 《心理咨询与治疗原理与实践》

- 《许又新文集》